# Fluortelomerphosphatdiester

Strukturformel von 6:2-diPAP

Fluortelomerphosphatdiester, auch polyfluorierte Alkylphosphatdiester (diPAP), sind eine Stoffgruppe, die zu den Fluortelomeren und damit zu den per- und polyfluorierten Alkylverbindungen (PFAS) gehört.

## Verwendung
Sie gehören zu den in Papier, das als Lebensmittelkontaktmaterial eingesetzt wird, verwendeten Stoffen. Sie sorgen dort für die wasser- und ölabweisenden Eigenschaften.

## Vorkommen und Eigenschaften
Sie wurden in belasteten landwirtschaftlichen Böden aus den Regionen Rastatt und Mannheim, wo Papierschlämme als Bodenverbesserer ausgebracht worden waren, zusammen mit diSAmPAP und Fluortelomermercaptoalkylphosphatestern (FTMAP) als Hauptkomponenten der PFAS-Kontamination identifiziert.
Im Klärschlamm oder in der Umwelt können diPAP durch Mikroorganismen u. a. zu Fluortelomeralkoholen (FTOH) umgewandelt werden, also z. B. 6:2-Fluortelomerphosphatdiester (6:2-diPAP) zu 6:2-Fluortelomeralkohol (6:2-FTOH). Die FTOH ihrerseits werden in sehr persistente Perfluorcarbonsäuren transformiert.